# Amphitheatre
Amphitheatre är en ort i Australien. Den ligger i kommunen Pyrenees och delstaten Victoria, omkring 150 kilometer nordväst om delstatshuvudstaden Melbourne. Amphitheatre ligger 268 meter över havet och antalet invånare var 248 vid folkräkningen 2016.
Trakten runt Amphitheatre är nära nog obefolkad, med mindre än två invånare per kvadratkilometer.. Närmaste större samhälle är Avoca, nära Amphitheatre.
Trakten runt Amphitheatre består till största delen av jordbruksmark. Genomsnittlig årsnederbörd är 648 millimeter. Den regnigaste månaden är juli, med i genomsnitt 88 mm nederbörd, och den torraste är januari, med 19 mm nederbörd.